# ЛАЗ-4202
ЛАЗ 4202 — історичний автобус, що випускався на Львівському автобусному заводі з 1978 по 1993 рік. Початково створювався в якості міського автобуса, але в процесі розвитку моделі його було перетворено на міжміський. На відміну від масових моделей попередніх років розробки, ЛАЗ-4202 мав суттєві технічні недоліки, тому масовим він так і не став. На кінець виробництва було зроблено трохи більше 9000 машин.

## Історія
Розробка перспективного міського автобуса середньої місткості, покликаного замінити морально застарілі машини моделі 695, почалася в першій половині 1960-х років. Насамперед було поставлено завдання щодо створення принципово нового кузова з широкими дверима. Досвідчені зразки автобуса середньої (ЛАЗ-698) та великої місткості (ЛАЗ-696) були побудовані у 1966 році. Однак із низки причин у серійне виробництво запущено не було. Від "великої" моделі 696 згодом і зовсім відмовилися. Модель 698 піддали доробкам.
У 1970-ті роки, після припинення робіт зі створення автобуса ЛАЗ-698 з бензиновим двигуном ЗІЛ-375, ГСКБ по міських автобусах середньої та великої місткості (з 1975 року — Всесоюзний конструкторсько-експериментальний інститут автобусобудування) розпочав роботи зі створення нового автобуса з дизельним двигуном КамАЗ-7401. Автобус спочатку розроблявся як частина нового уніфікованого сімейства автобусів (до складу якого входили середній міський автобус ЛАЗ-4202, приміський автобус ЛАЗ-42021, великі міські автобуси ЛіАЗ-5256 і ЛіАЗ-5256М і туристичні ЛАЗ-5255).
Новий перспективний автобус деяким чином зберіг кузов колишньої дослідної моделі 698 початку 70-х, однак, оскільки його двигун розміщувався ззаду, для більшої зручності було перепроектовано компонування салону. Дверей у салон, як і раніше, було дві, але тепер друга знаходилася не в задньому свисі, а в базі, майже посередині кузова перед задньою віссю, як у багатьох міських європейських автобусів.
У 1976—1978 роках силами експериментального цеху було виготовлено кілька передсерійних зразків автобуса, які пройшли державні випробування. У 1978 році 25-місний ЛАЗ-4202 був рекомендований до виробництва як базова модель автобуса середнього класу для міських перевезень.
Офіційно випуск автобуса почався з листопада 1978 року. Проте через затримки з постачання комплектуючих, у тому році вдалося зібрати лише 2 зразки, наступного 11 примірників, а 1980-го року 15 примірників. Після цього випуск автобуса був тимчасово припинений до 1982 року Львівським центром метрології та стандартизації через незабезпеченість автобусів цієї моделі подовжувачами вентилів підкачування внутрішніх коліс задньої осі.
Декілька перших ЛАЗ-4202 проходили дослідну експлуатацію в 5-му автобусному парку Москви
Досвід експлуатації перших автобусів в автопарках країни до початку 1981 року виявив недоліки конструкції: малу надійність нової гідромеханічної коробки передач час за умов міського руху. Базовий двигун КамАЗ-740 не цілком підходив до експлуатації в міських умовах, і з 1981 року на автобуси почали ставити дефорсовані двигуни КамАЗ-740. Крім того, було рекомендовано направляти дизельні ЛАЗ-4202 до автопарків, технічний персонал та водії яких уже знайомі з особливостями експлуатації дизельних автобусів «Ікарус». Окремо підкреслювалася неприпустимість заміни рекомендованої для змащення гідромеханічної коробки передач спеціальної всесезонної олії марки «А» ТУ 38 101179-11 ніякими іншими оліями.
1982 року Львівський автозавод відновив серійне виробництво міського автобуса ЛАЗ-4202 з новою триступінчастою коробкою передач.
У процесі експлуатації була виявлена недостатня міцність конструкції несучого акумулятора, він швидко розхитувався, і термін служби перших ЛАЗ-4202 становив приблизно три роки Максим Шелепенков.
У тому ж 1984 року було випущено дослідно-промислову партію автобусів ЛАЗ-42021, які невдовзі мали змінити модель 4202 на конвеєрі ЛАЗу. При цьому виробництво ЛАЗ-4202 трималося до жовтня 1985 року, поки він не був остаточно замінений на модель 42021. Усього було побудовано 1542 одиниці моделі 4202.
До квітня 1984 року на автобуси встановлювали рідинний паливний підігрівач «Сірокко» виробництва НДР (надалі почали встановлювати підігрівач моделі 148106), з липня 1984 року на автобуси припинили встановлювати окремий паливний бак для системи опалення (джерелом палива для якої став основний паливний бак.
У 1985 році фахівцями НАМІ та Львівського автозаводу були виготовлені два ЛАЗ-4202, що працюють на стислий природний газ і дизельному паливі — на них була встановлена газова апаратура виробництва Рязанського заводу автомобільної апаратури від ЛАЗ-695НГ.
З 1991 замість генератора моделі Г289 на ЛАЗ-42021 почали встановлювати генератори моделі 65.3701.
У середині 1991 року ВКЕІ автобусобудування запропонував розпочати на Львівському автозаводі виробництво ЛАЗ-4206 на заміну ЛАЗ-695Н і ЛАЗ-42021.
Після пожежі 14 квітня 1993 року на заводі двигунів КамАЗа в 1993 рік у всіх модифікаціях ЛАЗ-42021 було знято з виробництва (хоча Кабінет Міністрів України у січні 1994 року розглядав можливість продовження виробництва міських автобусів ЛАЗ-42021 для забезпечення потреб міні України).
Ще кілька років, до 1995 року включно, автобус під найменуванням «42021» продовжували випускати невеликими партіями на Конотопському авіаремонтному заводі.
В 2023 році автобуси ЛАЗ-42021 фактично вже повністю виведені з експлуатації, окремі екземпляри використовуються у кількох транспортних підприємствах України. На основі ЛАЗ-42021 виготовлявся спеціальний автобус-кафе ЛАЗ-4969.

## Опис
ЛАЗ-4202 отримав 180-сильний дизельний двигун КамАЗ-7401, генератор Г289 потужністю 2,2 кВт, чотири акумуляторні батареї 6СТ-90ЕМС і електрообладнання на напругу 24 В, що знизило виробів електрообладнання ЛАЗ-4202 з рештою автобусів радянського виробництва до 57% взаємозамінними були лише 70 із 165 виробів електрообладнання та приладів (у той час як у ЛАЗ-695Н ступінь уніфікації становив 95%). При створенні ЛАЗ-4202 застосовувалися нові технічні рішення: шумопоглинаючий матеріал типу «Антифон»; самоклеючий теплоізоляційний матеріал, розроблений НВО «Комірка»; нові клеї та ін.).
Передня вісь у зборі з гальмами та рульовою трапецією була уніфікована з автобусом ЛіАЗ-677, рульовий механізм з гідропідсилювачем був уніфікований з «Урал-375».
Сидіння водія було розроблено фахівцями Камського автозаводу.
Суцільнометалевий кузов вагонного компонування мав основу у вигляді каркаса з великогабаритних замкнених профілів ПС-232 та ПС-233 , з'єднаних електродуговим зварюванням. Зважаючи на більші розміри двигуна традиційне компонування міського автобуса змінилося — чотиристулкові двері ЛАЗ-4202 були розташовані не в свисах, а в передньому свисі і в базі.
Підлога автобуса була виготовлена з бакелізованої Фанери фанери товщиною 12 мм, між якою і сталевим каркасом кузова знизу був прокладений шумопоглинаючий шар листової гуми товщиною 1,5 мм, зверху підлога була закрита листовим рифленим лінолеумом полівінілхлорида товщиною 6 мм.
Для підвищення плавності ходу автобус був оснащений ресорно-пневматичною підвіскою з телескопічним амортизатором та трьома регуляторами положення кузова. Запас ходу автобуса автошляхами з твердим покриттям становив 600 км.
ЛАЗ-4202 обладнаний рідинною системою опалення, що забезпечує можливість експлуатації автобуса при температурах від −40 до +40°C.

## Варіанти та модифікації
- ЛАЗ-4202 - базовий варіант, 25-місний міський автобус[17]
- ЛАЗ-42021 — приміський 35-місний автобус.
- ЛАЗ-4204 — стандартизований варіант 25-місного міського автобуса зі зміненою системою опалення та деякими іншими змінами конструкції.
- ЛАЗ-420212 - міжміський автобус на базі ЛАЗ-42021, що випускався на початку 1990-х років на Конотопському авіаремонтному заводі. У цій версії обидві автоматичні двері були замінені ручними. З цієї причини дверні отвори стали вже, а між дверима розташовувалося не два, як у стандартних ЛАЗ-42021, а три вікна.
- ЛАЗ-420217 — самохідне шасі.
- ЛАЗ-4969 — пересувна їдальня на базі ЛАЗ-4202.

Подальшим розвитком конструкції ЛАЗ-4202 стали моделі ЛАЗ-4206 і ЛАЗ-4207.

## Оцінка проекту
ЛАЗ-4202, 42021 та їх модифікації були, безумовно, великим кроком уперед у радянському автобусобудуванні. Зокрема, порівняно з попередньою моделлю ЛАЗ-695, нові автобуси мали куди більш просторий салон з більшою місткістю, широкі двері, дизельний двигун фактично вперше за останні майже два десятиліття (з моменту зняття з виробництва автобуса ЗіС-127 у 1961 році). ).
Водночас автобус створювався довго і запускався у серію із труднощами. Офіційно прийнято вважати що сталося це в 1978 році, але насправді фактично створити ритмічний випуск і подолати всі "хвороби" машини вдалося лише в 1985 році.

## Технічні дані
| Модифікація                                            | ЛАЗ-4202       |
| Габаритні розміри, мм                                  | 9600-2500-2945 |
| Колісна база, мм                                       | 4370           |
| Радіус повороту, метрів                                | 8              |
| Підвіска                                               | механічна      |
| Формула дверей                                         | 2-2-0          |
| Споряджена маса (маса пустого автобуса), кг            | 8600           |
| Маса повністю завантаженого автобуса, кг               | 13400          |
| Допустиме навантаження на передню/задню вісь, кг       | 4100/9300      |
| Місць для сидіння, чол                                 | 31             |
| Стоячих місць, чол                                     | 64             |
| Повна пасажиромісткість, чол                           | 95             |
| Назва двигуна                                          | КАМАЗ-7401-05  |
| Потужність, кВт                                        | 180            |
| Обертальний момент, Нм                                 | 539            |
| Максимальна допустима кількість оборотів/хвилину       | 2700           |
| Максимальна швидкість повного/пустого автобуса, км/год | 77/120         |

## Світлини

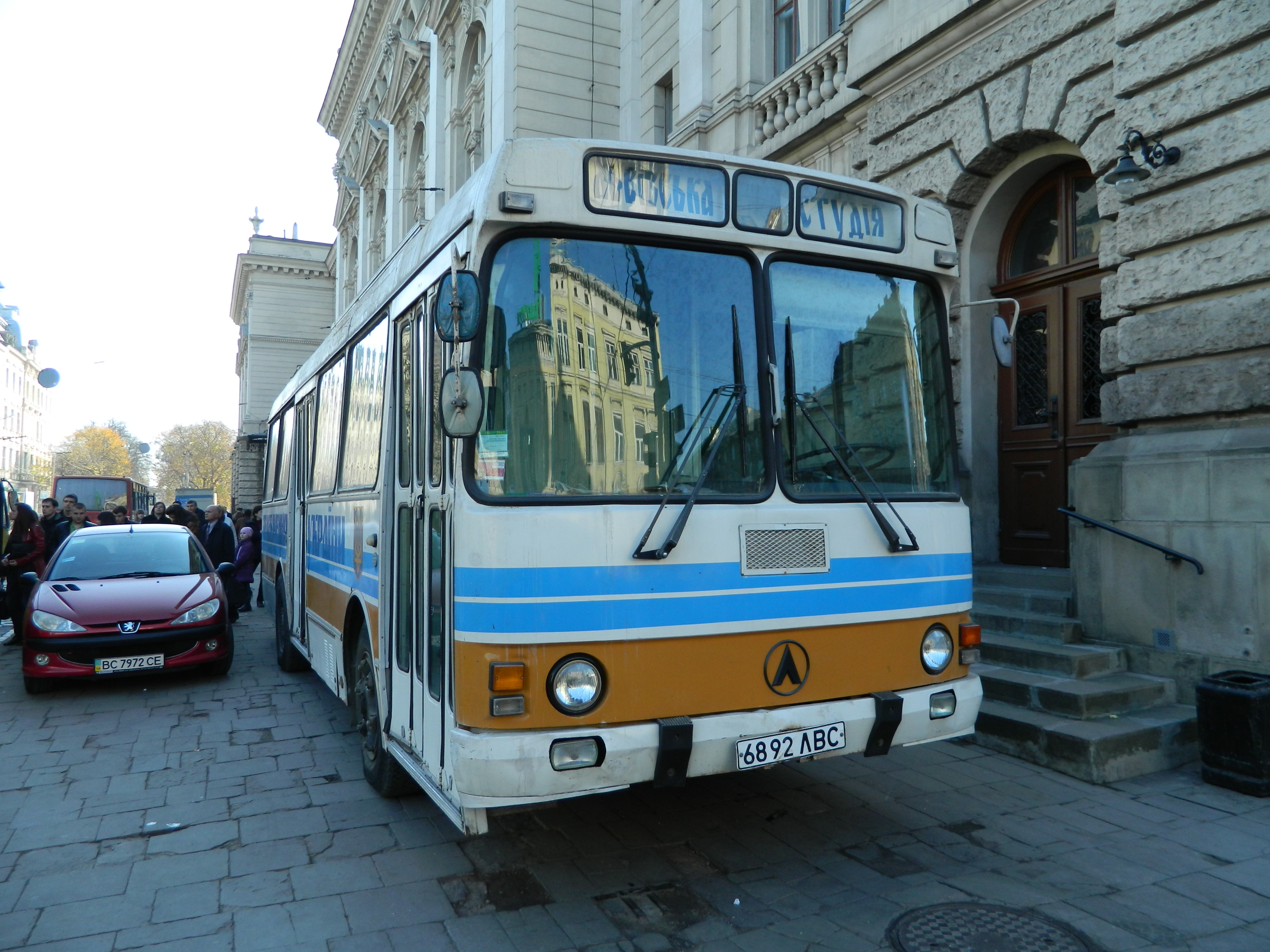
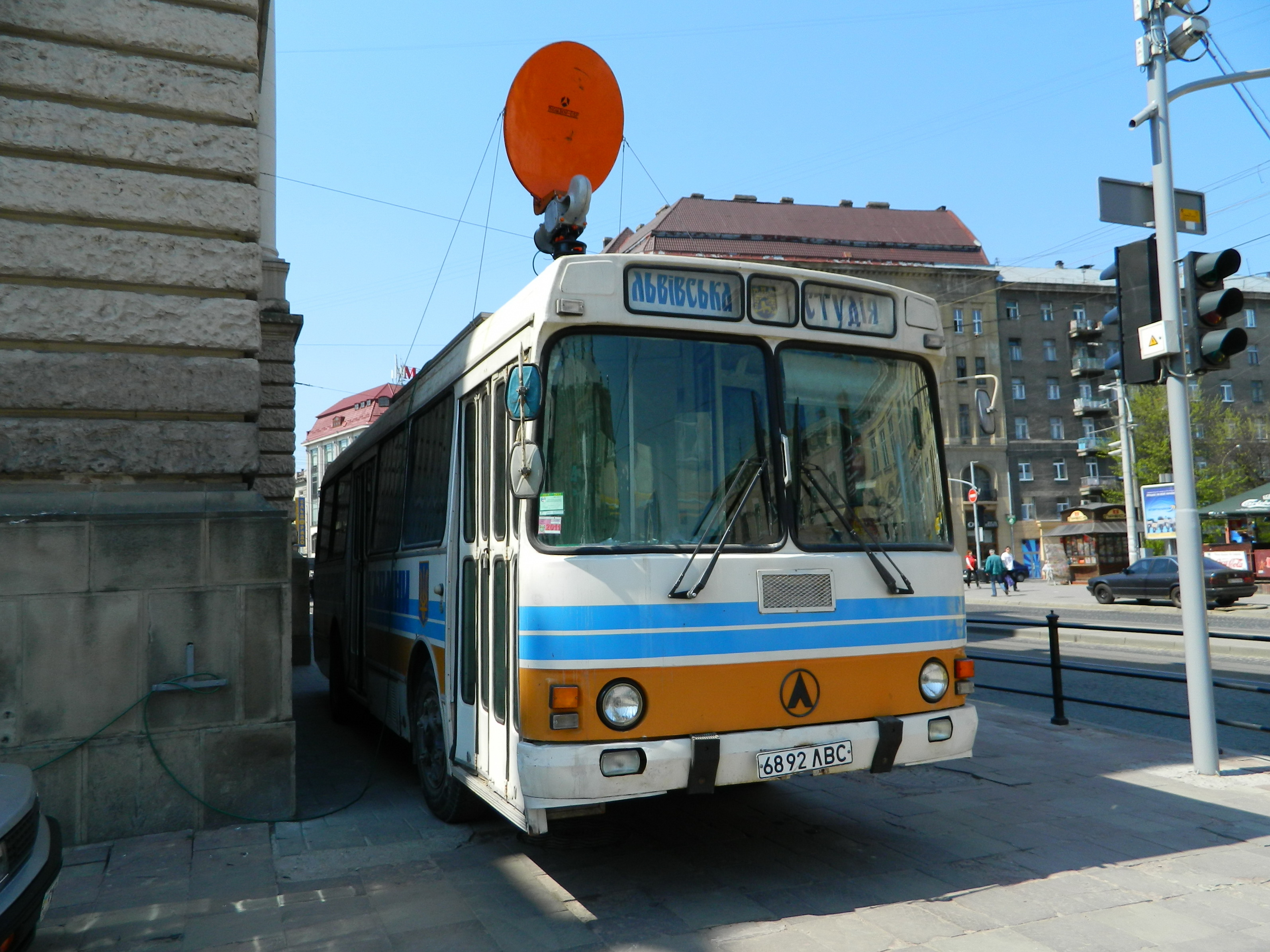
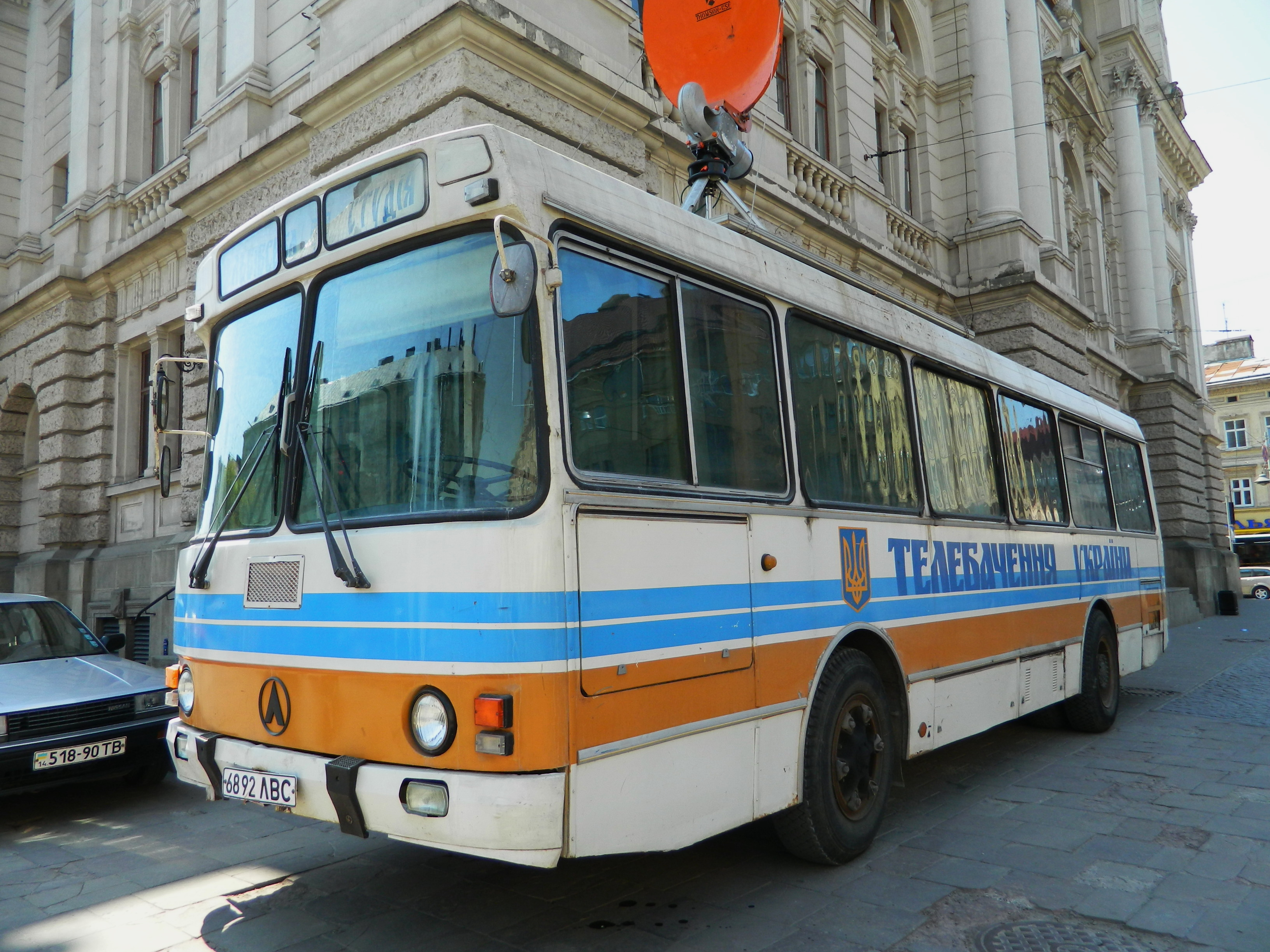
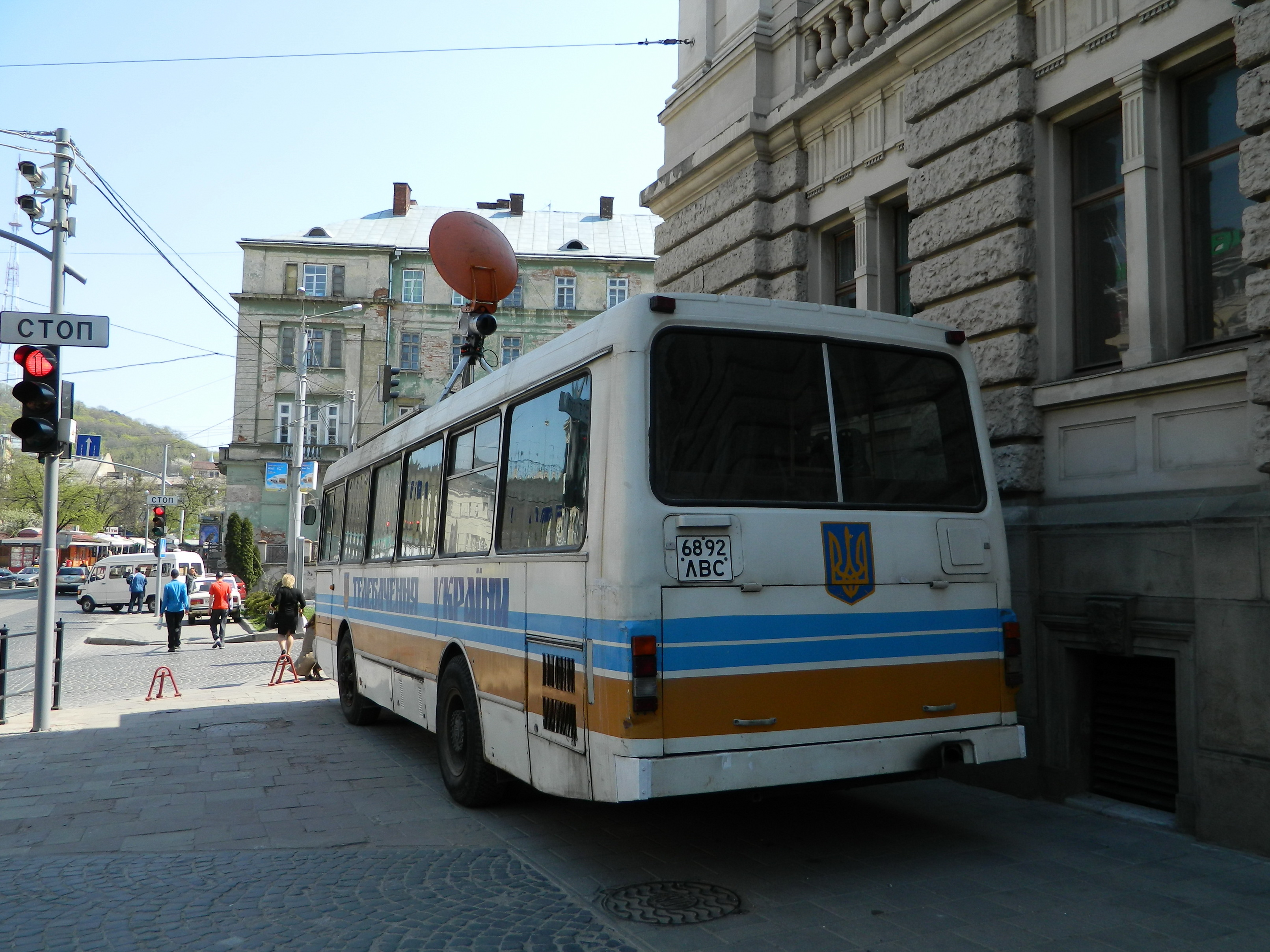

## Див.також
- ЛАЗ 695
- ЛАЗ 52522